# Rolf Linkohr

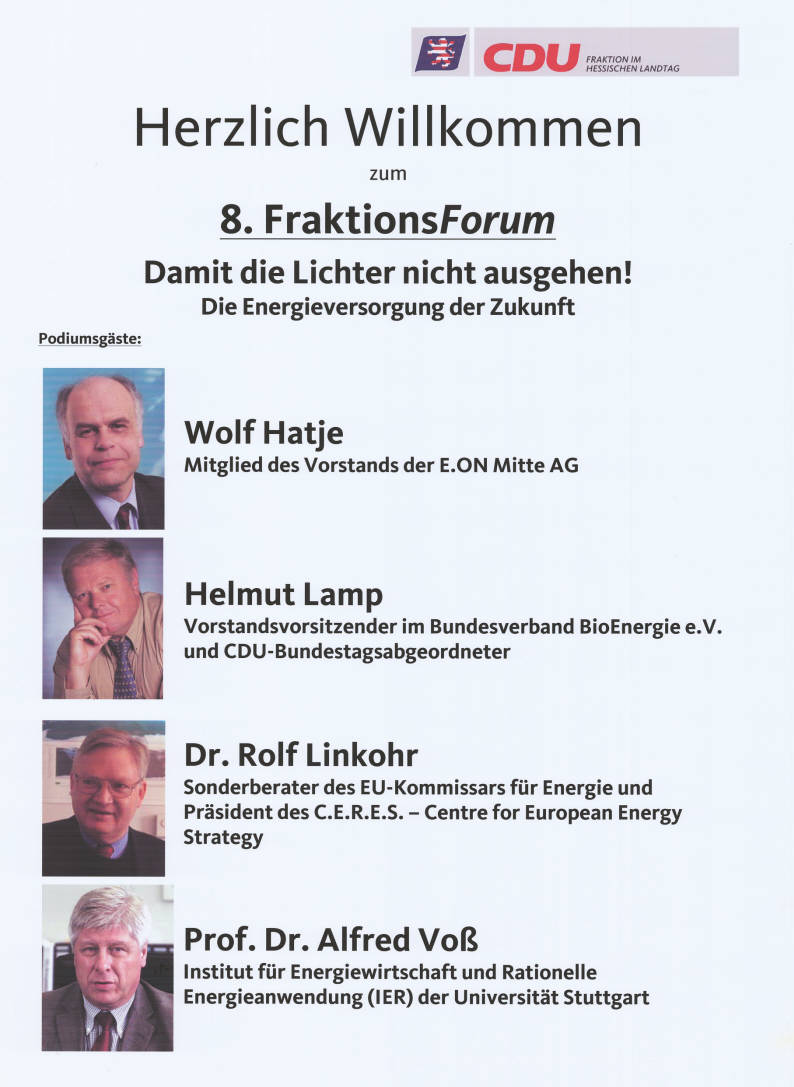
Rolf Linkohr auf einem Veranstaltungsplakat der CDU-Fraktion des Hessischen Landtags

Rolf Linkohr (* 11. April 1941 in Stuttgart; † 5. Januar 2017) war ein deutscher Politiker (SPD).

## Leben
Nach dem Abitur 1960 studierte Linkohr Physik und Physikalische Chemie an den Universitäten Stuttgart, München und Aberdeen im Rahmen eines Stipendiums der European Molecular Biology Organization. Er war bei der Robert Bosch GmbH in Stuttgart-Feuerbach und bei Lavalette in Paris tätig und promovierte über die Kinetik von Ionenaustauschern. 1970 wurde er Forschungsmitarbeiter bei der Deutschen Automobil GmbH in Esslingen-Mettingen. Dort war er zuständig für Wasserstoffspeicherung und die Entwicklung neuer Batteriesysteme. 1971 trat er der IG Metall bei und war fünf Jahre lang Betriebsratsvorsitzender.
Rolf Linkohr war Mitglied der Kerntechnischen Gesellschaft e.V. (KTG).
Linkohr war seit 1964 Mitglied der SPD. Er war zunächst Sprecher der baden-württembergischen Jungsozialisten und Mitglied des Juso-Landesvorstandes, danach SPD-Kreisvorsitzender in Stuttgart, Vorsitzender des Vereins Sozialdemokratische Solidarität Stuttgart, Mitglied des Landesvorstands und Mitglied des SPD-Parteirats. Von 1979 bis 2004 gehörte er dem Europäischen Parlament an. Von 2005 bis 2007 war er Sonderberater des EU-Kommissars für Energie, von 2005 bis 2009 Direktor der europäischen Energie-Denkfabrik Centre for European Energy Strategy (C.E.R.E.S.) in Brüssel.

## Ehrungen und Auszeichnungen
- Offizier der Ehrenlegion[1]
- Großkreuz des Orden al Mérito de Chile[1]